# Spodnji Log, Litija
Spodnji Log este o localitate din comuna Litija, Slovenia, cu o populație de 224 de locuitori.